# Giedrius Arlauskis
Giedrius Arlauskis (n. 1 decembrie 1987, Telšiai, RSS Lituaniană, URSS) este un fotbalist lituanian și sovietic liber de contract, care joacă pe post de portar. Pe plan internațional, are prezențe la națională pentru Lituania. În perioada 2008-2010 a jucat la echipa FC Unirea Urziceni din Liga 1, alături de care a câștigat un titlu de campion al României. După ce a plecat de la FC Unirea Urziceni, a semnat cu FC Rubin Kazan, unde a stat până în 2014, când a semnat cu FCSB. La începutul sezonului 2015-2016 a fost cedat la formația engleză Watford unde a prins un singur meci, urmând a fi împrumutat tot în același sezon la RCD Espanyol.
În 2017 a semnat cu CFR Cluj alături de care a câștigat 4 campionate, o supercupă, 2 participări în preliminariile UEFA Champions League în sezoanele 2018-2019 și 2019-2020, o participare în grupele UEFA Europa League în sezonul 2019-2020 și o participare în șaisprezecimile UEFA Europa League tot în același sezon. La sfârșitul sezonului 2019-2020, Arla este cedat definitiv la Al-Shabab unde a avut o experiență foarte scurtă, revenind la CFR Cluj în martie 2021 alături de care a mai căștigat încă o supercupă a României împotriva celor de la FCSB, aceasta contând pentru sezonul 2019-2020 însă a fost reprogramată pentru aprilie 2021 din cauza pandemiei de COVID-19.

## Carieră
Ca junior, a jucat la Mastis Telšiai, formație din Telšiai. În 2006 ajunge la primul club profesionist de fotbal din cariera sa, FK Šiauliai unde adună 34 de meciuri în A Lyga. În 2008 este transferat împreună cu fratele său, Davidas, la Unirea Urziceni, de către Mihai Stoica. A debutat pe data de 24 martie 2008 în meciul Ceahlăul Piatra-Neamț - Unirea Urziceni (0-0) și a devenit titularul echipei după ce Bogdan Stelea a semnat cu FC Brașov iar Cătălin Grigore și Srdjan Zakula au fost puși pe lista de transferuri. În același an a fost convocat la naționala Lituaniei, dar a fost doar rezervă în meciurile cu România și Austria.
Primul meci în cupele europene a fost cel cu Hamburger SV, pe atunci ocupanta primei poziții în Bundesliga. În meciul tur, Arlauskis a închis poarta Urziceniului. A jucat pentru Unirea Urziceni în grupele UEFA Champions League 2009-10, contabilizând 5 meciuri în această competiție. Rubin Kazan l-a cumpărat pentru 2 milioane de euro, chiar înaintea meciului cu Hajduk Split din preliminariile Ligii Campionilor.

## Titluri
| 2017-2018 | CFR Cluj            | Liga I        |
| --------- | ------------------- | ------------- |
| 2008-2009 | Unirea Urziceni     | Liga I        |
| 2014-2015 | FC Steaua București | Liga I        |
| 2014-2015 | FC Steaua București | Cupa României |
| 2014-2015 | CFR Cluj            | Cupa Ligii    |
| 2017-2018 | CFR Cluj            | Liga I        |